# Ärtemarks IF
Ärtemarks IF är en sportklubb i Ärtemark i Sverige. I bordtennis vann klubben lag-SM för damer säsongerna 2005/2006 och 2006/2007. Herrlaget kvalificerade sig för spel i Elitserien säsongen 2007/2008, och spelade även hemmamatcher i Kina. I slutet av oktober 2008 meddelade klubben att man skulle dra sig ur Elitserien, mitt under pågående säsong, på grund av ekonomiska problem, men en vecka senare ångrade man sig. Istället har klubben valt att vissa bortamatcher lämna walkover för att spara pengar. Säsongen 2014 flyttades bordtennisen ur Ärtemarks IF och istället bildades nya Dals BTK. Numera så är det bara fotboll som gäller för Ärtemarks IF som har endast ett seniorlag ihop med Billingsfors IK och spelar i division 6 Dalsland.

### Fotnoter
1. ↑  ”Alla segrare”. Svenska Bordtennisförbundet. Arkiverad från originalet den 14 oktober 2013. https://web.archive.org/web/20131014144752/http://iof1.idrottonline.se/SvenskaBordtennisforbundet/ResultatStatistik/Nationellt/SM/Allasegrare1925-2013/. Läst 16 februari 2015.
2. ↑  ”Ärtemark vann andra Kinamatchen”. Sveriges Radio. 22 december 2007. http://sverigesradio.se/sida/artikel.aspx?programid=125&artikel=1793452. Läst 16 februari 2015.